# 烏埃萊塞布古

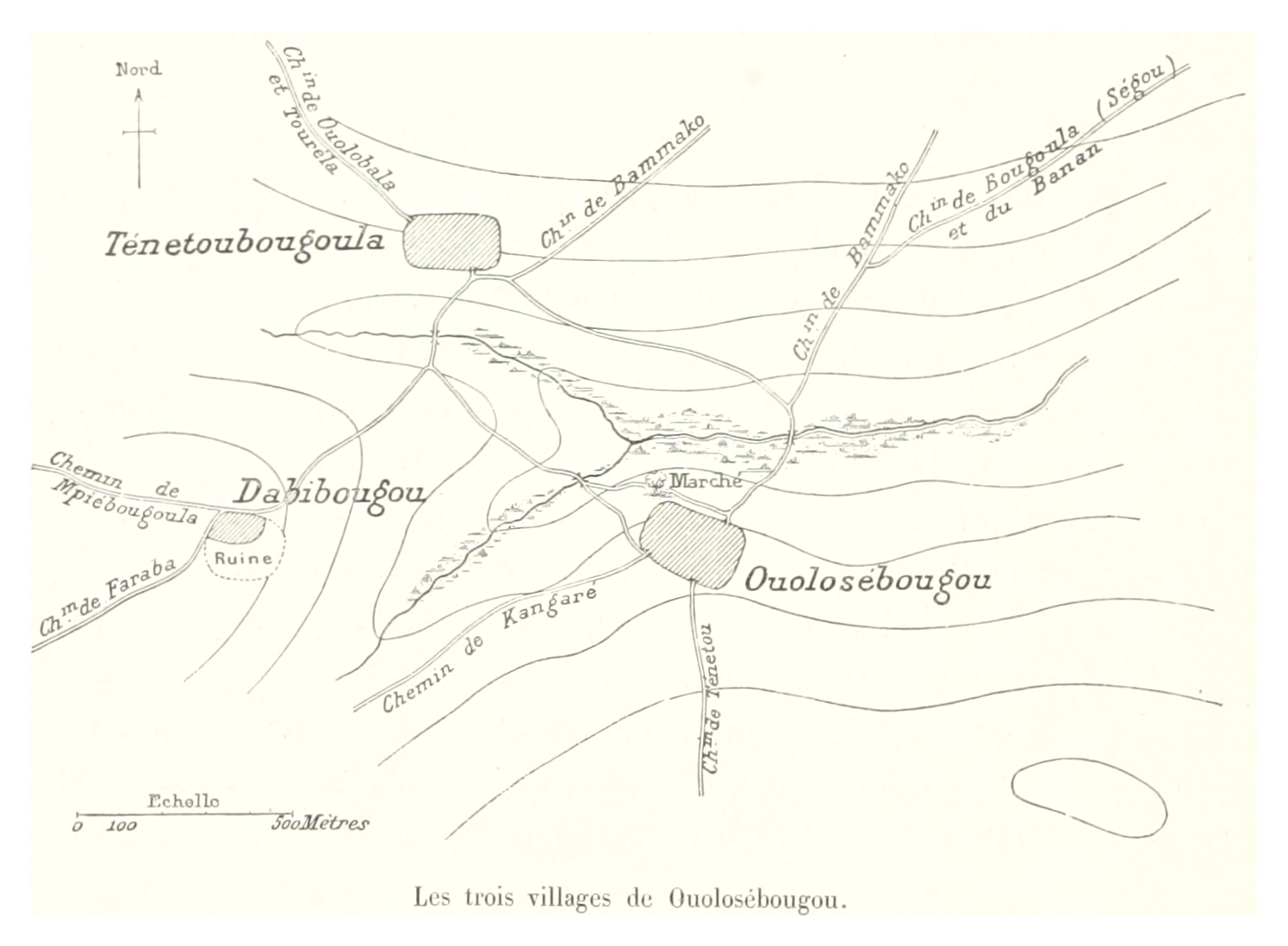
烏埃萊塞布古等三個村莊的地圖

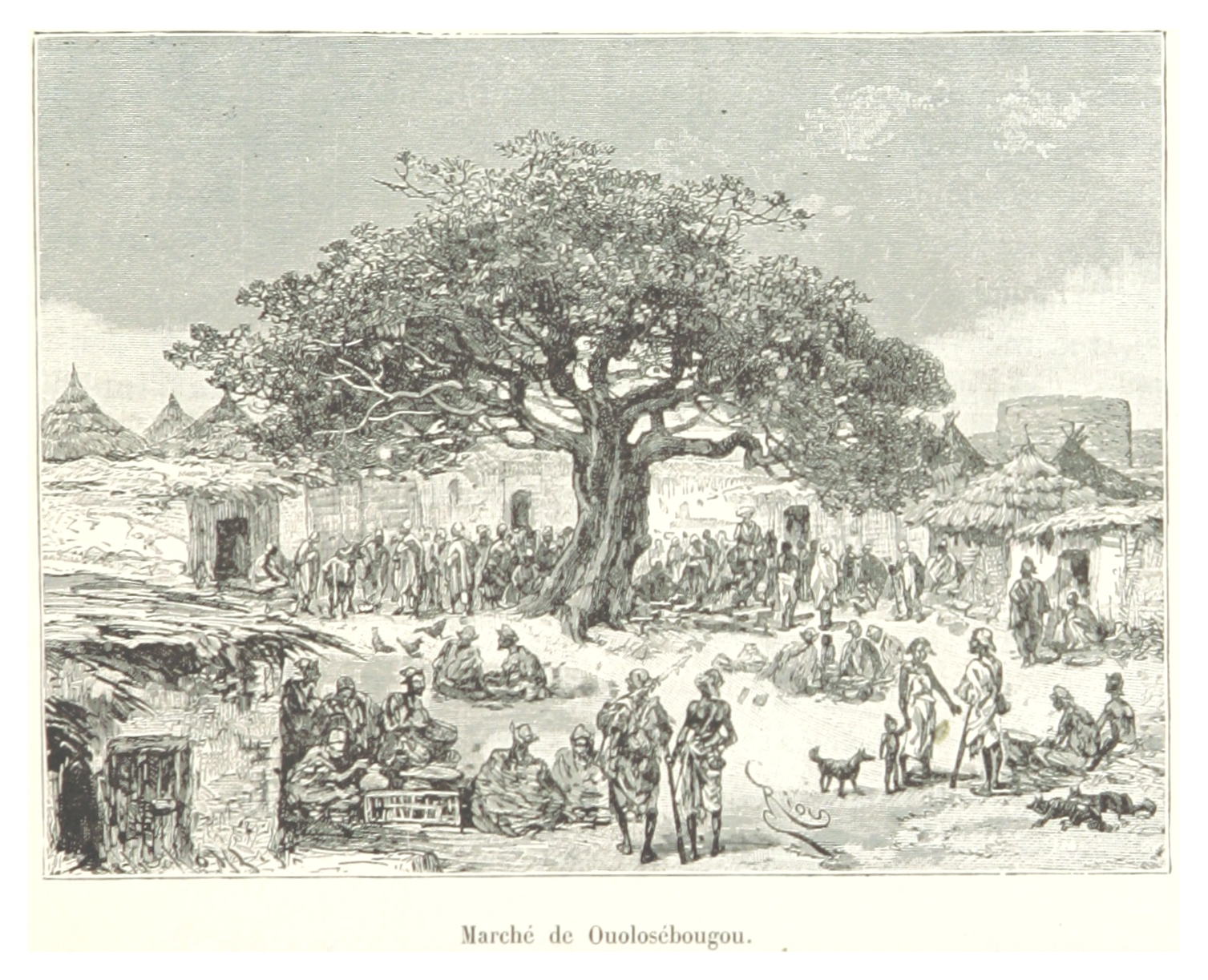
法國探險家路易斯-古斯塔夫·賓格從烏埃萊塞布古出發的場景

烏埃萊塞布古（法語：Ouélessébougou），是馬里的城鎮，位於該國西南部，由庫利科羅區的卡蒂省負責管轄，面積1,118平方公里，海拔高度406米，2009年人口50,056，人口密度每平方公里45人。